# 추적르포 사라진 가족
《추적르포 사라진 가족》은 2011년부터 2013년까지 채널뷰에서 시즌제로 방송된 시사교양 프로그램이다. 실제로 발생한 실종 사건을 모티브로 재구성하여 실종자를 찾는 형식으로 구성되어 있다.

## 소개
- 한 해 실종자 6만명, 대한민국의 가슴 아픈 현주소
- 실종된 부모형제를 찾기 위한 가족들의 애타는 추적, 드러나는 비밀과 아픔, 그리고 미스터리
- 실종자를 찾아 나선 가족들의 진짜이야기

## 방영 목록

### 시즌 1
| 회차   | 부제 (서브 타이틀)                                |
| ------ | ------------------------------------------------- |
| 제1회  | 미소의 비밀 일기장                                |
| 제2회  | 백혈병 내 아들을 찾습니다                         |
| 제3회  | 7년간의 실종, 내 남편을 찾아주세요                |
| 제4회  | 수십억대 농부 아들의 실종                         |
| 제5회  | 37년간의 실종, 자매의 절규                        |
| 제6회  | 하굣길 사라진 딸을 찾습니다                       |
| 제7회  |                                                   |
| 제8회  | 18세 여고생 실종 사건                             |
| 제9회  | 아들의 마지막 비명소리                            |
| 제10회 | 사채의 늪, 한 젊은이의 실종                       |
| 제11회 | 새벽 3시 미스터리                                 |
| 제12회 | 부녀자 연쇄 실종 사건                             |
| 제13회 |                                                   |
| 제14회 | 준원이 아버지의 외로운 추적                       |
| 제15회 | 때늦은 사모곡 어머니, 어디계세요?                 |
| 제16회 | 여든셋 노모의 마지막 소원                         |
| 제17회 | 미모의 여대생 실종 사건                           |
| 제18회 | 아버지의 마지막 뒷 모습                           |
| 제19회 | 고3 수험생의 실종                                 |
| 제20회 | 사라진 남편의 마지막 문자 메시지                  |
| 제21회 | 10년간의 애타는 기다림                            |
| 제22회 | 필리핀 여행지에서 실종된 아들을 찾습니다 (최종회) |

### 시즌 2
| 회차   | 부제 (서브 타이틀)            |
| ------ | ----------------------------- |
| 제1회  | 아내의 위험한 선택            |
| 제2회  | 미모의 여고생, 실종의 비밀    |
| 제3회  | 엘리트 여고생, 의문의 실종    |
| 제4회  | 남겨진 엄마의 절규            |
| 제5회  | 자폐 아들, 의문의 실종        |
| 제6회  | 우리 딸 지현이를 찾습니다     |
| 제7회  |                               |
| 제8회  | 어머니, 내 어머니             |
| 제9회  | 딸의 흔적을 찾아서            |
| 제10회 | 아내의 위험한 비밀            |
| 제11회 | 아버지의 마지막 소원          |
| 제12회 | 사라진 딸의 이중생활 (최종회) |

### 시즌 3
| 회차   | 부제 (서브 타이틀)                 |
| ------ | ---------------------------------- |
| 제1회  | 엄마의 위험한 외출                 |
| 제2회  | 장손의 실종                        |
| 제3회  | 네 아이와 함께 사라진 딸           |
| 제4회  | 32년의 기다림                      |
| 제5회  | 사라진 오빠의 진실은?              |
| 제6회  | 어머니의 마지막 그림자             |
| 제7회  | 어머니의 마지막 소원               |
| 제8회  | 16세 여중생의 위험한 외출          |
| 제9회  | 딸의 숨겨진 진실                   |
| 제10회 | 유산 상속녀를 찾습니다             |
| 제11회 | 교통사고, 그리고 의문의 실종       |
| 제12회 | 사라진 아버지의 빈자리             |
| 제13회 | 이혼한 딸의 마지막 목소리 (최종회) |

### 시즌 4
| 회차   | 부제 (서브 타이틀)                 |
| ------ | ---------------------------------- |
| 제1회  | 갓난 아기 아버지의 실종            |
| 제2회  | 50회 특집 '남겨진 가족의 트라우마' |
| 제3회  | 아내의 실종, 그리고 전화기         |
| 제4회  | 사라진 딸의 두 얼굴                |
| 제5회  | 사라진 오빠의 진실                 |
| 제6회  | 여든 노모의 위험한 외출            |
| 제7회  | 자수성가한 아들의 비밀             |
| 제8회  | 시한부 아버지의 마지막 소원        |
| 제9회  | 가수 지망생 딸의 실종              |
| 제10회 | 아들의 마지막 문자 메시지          |
| 제11회 | 영천 육남매의 사모곡               |
| 제12회 | 아들의 위험한 흔적                 |
| 제13회 | 유치원 교사 실종의 비밀 (최종회)   |

## 같이 보기
- 긴급출동 24시 (KBS 1TV)